# Antiprismă pătrată
În geometrie antiprisma pătrată este a doua dintr-o familie infinită de antiprisme formate dintr-un număr par de fețe triunghiulare dintre două fețe poligonale de capăt. Având 10 fețe, este un decaedru.
Dacă toate fețele sale sunt poligoane regulate, este un poliedru semiregulat sau poliedru uniform. Ca poliedru uniform are simbolul U77a
O variantă neuniformă cu simetrie D4 este celula poliedrului nobil 72-celule antiprismatic pătrat.

## Puncte pe sferă
Când opt puncte sunt distribuite pe suprafața unei sfere cu scopul de a maximiza distanța dintre ele într-un anumit sens, forma rezultată corespunde unei antiprisme pătrate, nu unui cub. Metodele specifice de distribuire a punctelor sunt tratate, de exemplu, de minimizarea sumei tuturor inverselor distanțelor dintre puncte (problema Thomson), maximizarea distanței fiecărui punct până la cel mai apropiat punct sau minimizarea sumei tuturor inverselor pătratelor distanțelor dintre puncte.

## Molecule cu geometrie antiprismatică pătrată

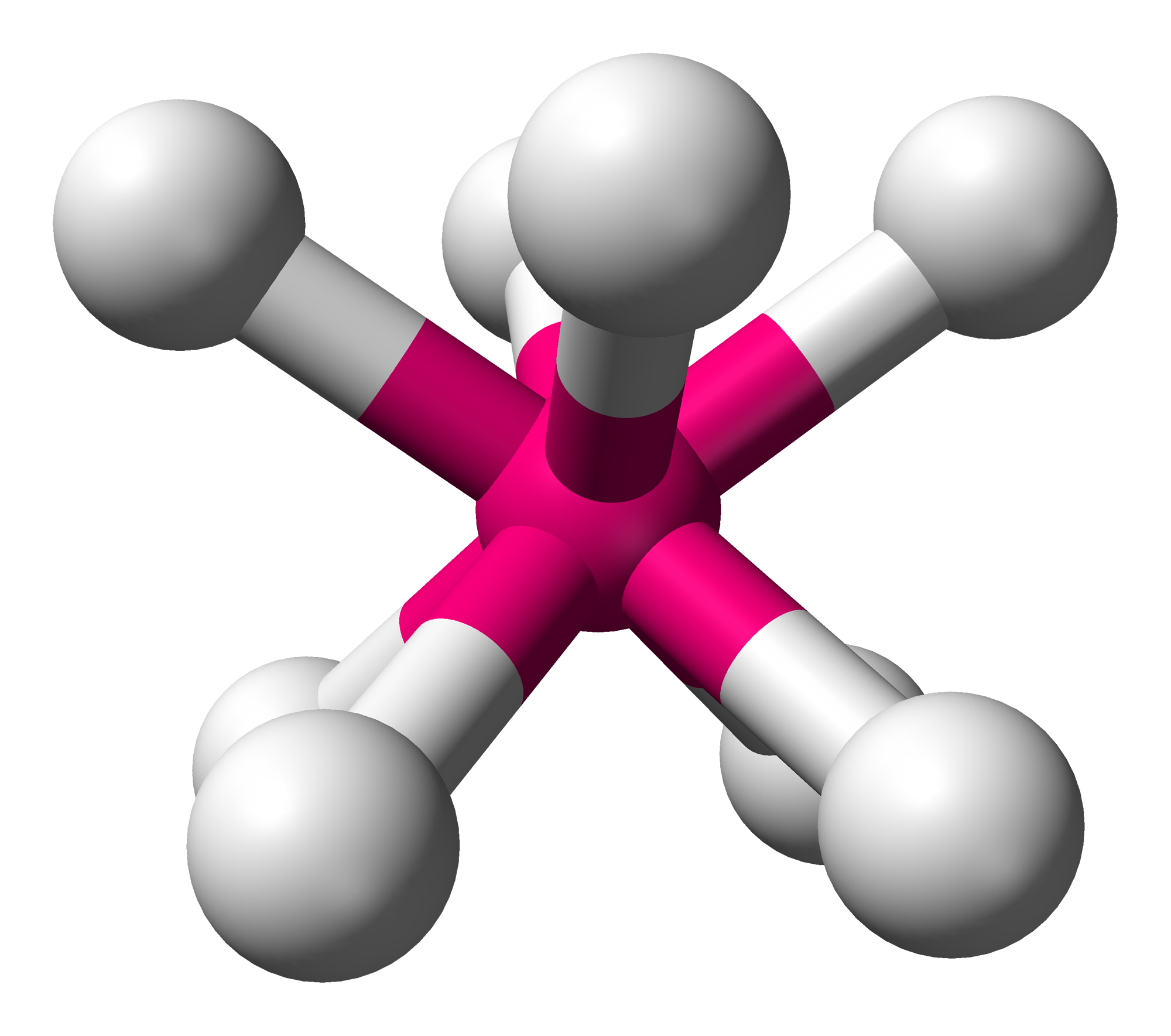
Structură antiprismatică în geometria moleculară

Conform teoriei RPESV a geometriei moleculare din chimie, care se bazează pe principiul general al maximizării distanțelor dintre puncte, o antiprismă pătrată este geometria favorizată atunci când opt perechi de electroni înconjoară un atom central. Ionul de octafluorură de xenon (VI) (XeF2−
8) are această geometrie, însă în moleculă forma sa este distorsionată. Foarte puțini ioni sunt cubici deoarece o astfel de formă ar provoca o mare repulsie între liganzi, unul dintre puținele exemple este PaF3−
8.
În plus, sulful formează molecule din 8 atomi, S8, ca cea mai stabilă formă alotropică. Molecula S8 are o structură bazată pe antiprisma pătrată, în care cei opt atomi ocupă cele opt vârfuri ale antiprismei, iar cele opt laturi triunghi–triunghi ale antiprismei corespund unei legături covalente simple între atomii de sulf.

## În arhitectură

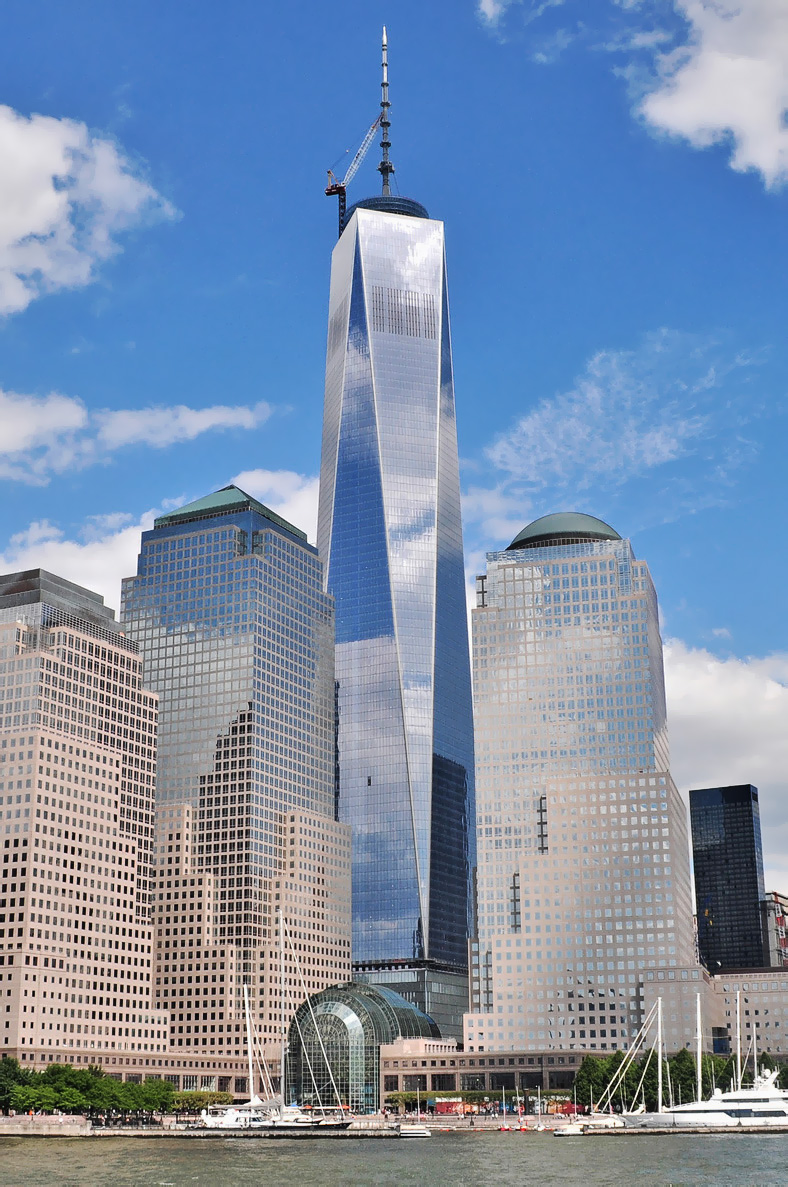
Clădirea One World Trade Center

Blocul principal al One World Trade Center (pe locul vechiului World Trade Center distrus la 11 septembrie 2001) are forma unei antiprisme pătrate conice extrem de înalte. Nu este o adevărată antiprismă din cauza conicității sale: pătratul de sus are o suprafață de jumătate față de cel de la bază.

## Poliedre identice topologic

### Prismă răsucită

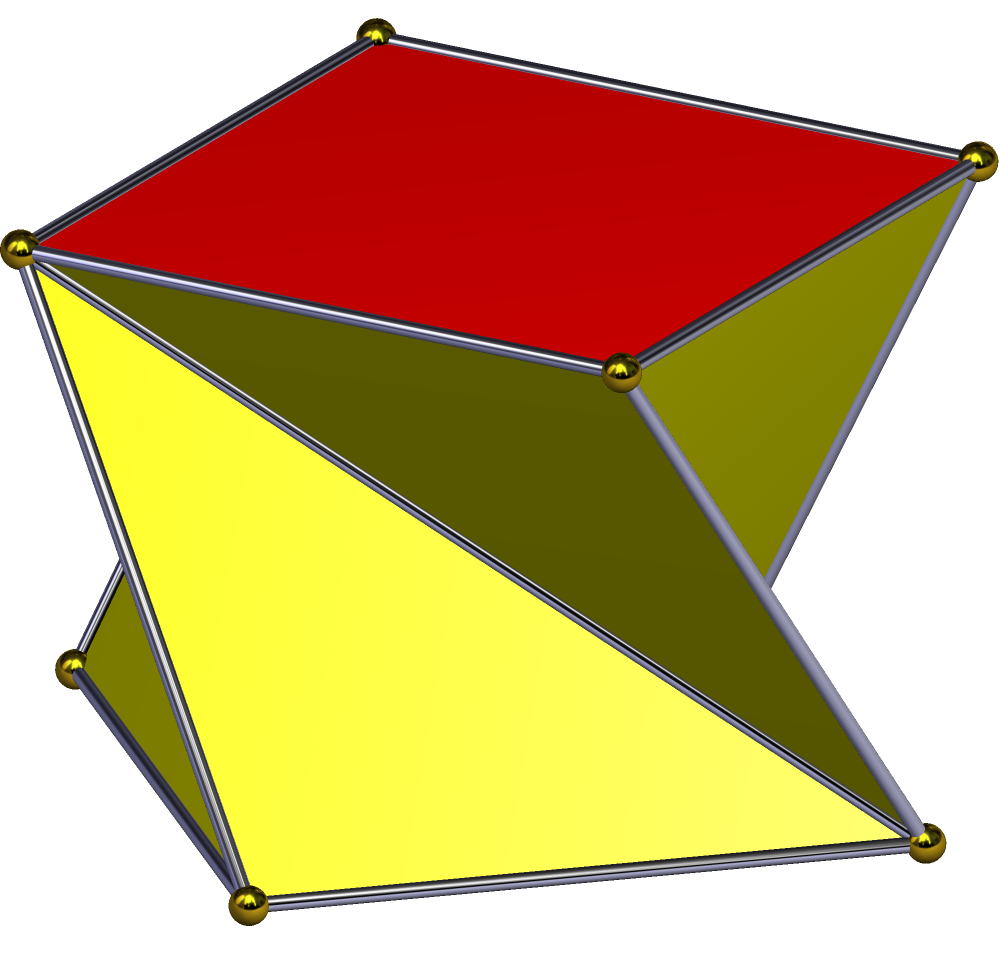
Antiprismă pătrată răsucită

O prismă pătrată răsucită poate fi realizată (în sensul acelor de ceasornic sau în sens invers acelor de ceasornic) cu aceeași dispunere a vârfurilor. Poate fi văzută ca formă convexă cu 4 tetraedre excavate în jurul laturilor. Totuși, după asta nu mai poate fi triangulată în tetraedre fără a adăuga noi vârfuri. Are jumătate din simetria soluției uniforme: D4 ordinul 4.

### Antiprismă autointersectată

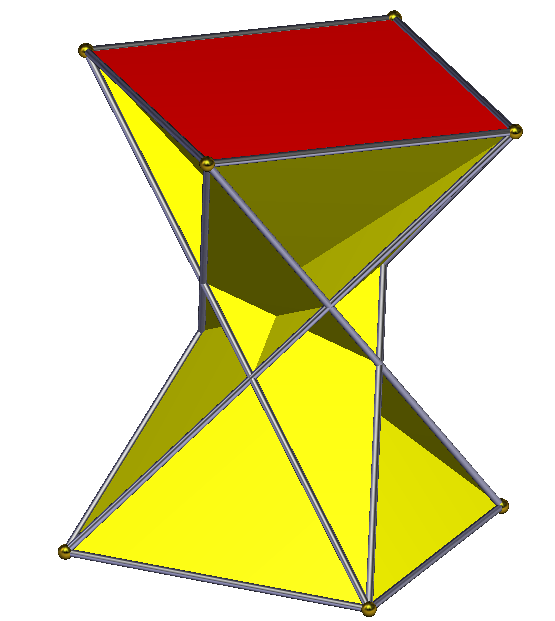
Antiprismă pătrată autointersectată

O antiprismă pătrată autointersectată este un poliedru stelat, topologic identic cu o antiprismă pătrată cu aceeași dispunere a vârfurilor, dar nu poate să fi uniformizată; laturile sunt triunghiuri isoscele. Configurația vârfului este 3.3/2.3.4, cu un triunghi retrograd. Are simetrie d4d, ordinul 8.

## Poliedre înrudite

### Poliedre derivate
| Antiprismă | Trunchiată t | Alternată ht |
| ---------- | ------------ | ------------ |
| · s{2,8} · | ts{2,8}      | ss{2,8}      |

Antiprisma pătrată poate fi trunchiată și alternată pentru a forma o antiprismă snub.
Piramida pătrată giroalungită este un poliedru Johnson, J10, construit prin alungirea unei piramide pătrate. Similar, bipiramida pătrată giroalungită, J17, este un deltaedru construit prin înlocuirea ambelor pătrate ale unei antiprisme pătrate cu o piramidă pătrată.
Bisfenoidul snub, J84, este un alt deltaedru, construit prin înlocuirea celor două pătrate ale unei antiprisme pătrate cu perechi de triunghiuri echilaterale. Antiprisma pătrată snub, J85, poate fi văzută ca o antiprismă pătrată cu un lanț de triunghiuri echilaterale inserat în jurul mijlocului. Sfenocoroana, J86, și sfenomegacoroana, J88, sunt alte poliedre Johnson care, precum antiprisma pătrată, sunt formate din două pătrate și un număr par de triunghiuri echilaterale.

### Simetrii
Ca antiprismă, antiprisma pătrată aparține unei familii de poliedre care cuprinde octaedrul (care poate fi văzut ca o antiprismă triunghiulară), antiprisma pentagonală, antiprisma hexagonală și antiprisma octogonală.
| Familia antiprismelor n-gonale uniforme | Familia antiprismelor n-gonale uniforme | Familia antiprismelor n-gonale uniforme | Familia antiprismelor n-gonale uniforme | Familia antiprismelor n-gonale uniforme | Familia antiprismelor n-gonale uniforme | Familia antiprismelor n-gonale uniforme | Familia antiprismelor n-gonale uniforme | Familia antiprismelor n-gonale uniforme | Familia antiprismelor n-gonale uniforme | Familia antiprismelor n-gonale uniforme | Familia antiprismelor n-gonale uniforme | Familia antiprismelor n-gonale uniforme | Familia antiprismelor n-gonale uniforme | Familia antiprismelor n-gonale uniforme |
| --------------------------------------- | --------------------------------------- | --------------------------------------- | --------------------------------------- | --------------------------------------- | --------------------------------------- | --------------------------------------- | --------------------------------------- | --------------------------------------- | --------------------------------------- | --------------------------------------- | --------------------------------------- | --------------------------------------- | --------------------------------------- | --------------------------------------- |
| Imagine poliedru                        |                                         |                                         |                                         |                                         |                                         |                                         |                                         |                                         |                                         |                                         |                                         | ...                                     | Antiprismă apeirogonală                 |                                         |
| Imagine pavare sferică                  |                                         |                                         |                                         |                                         |                                         |                                         |                                         |                                         |                                         |                                         |                                         | Imagine pavare plană                    |                                         |                                         |
| Configurația vârfului n.3.3.3           | 2.3.3.3                                 | 3.3.3.3                                 | 4.3.3.3                                 | 5.3.3.3                                 | 6.3.3.3                                 | 7.3.3.3                                 | 8.3.3.3                                 | 9.3.3.3                                 | 10.3.3.3                                | 11.3.3.3                                | 12.3.3.3                                | ...                                     | ∞.3.3.3                                 |                                         |

Antiprisma pătrată este prima dintr-o serie de poliedre snub și piese cu configurația vârfului 3.3.4.3.n.
| Variante de pavări snub cu simetrie 4n2: 3.3.4.3.n | Variante de pavări snub cu simetrie 4n2: 3.3.4.3.n | Variante de pavări snub cu simetrie 4n2: 3.3.4.3.n | Variante de pavări snub cu simetrie 4n2: 3.3.4.3.n | Variante de pavări snub cu simetrie 4n2: 3.3.4.3.n | Variante de pavări snub cu simetrie 4n2: 3.3.4.3.n | Variante de pavări snub cu simetrie 4n2: 3.3.4.3.n | Variante de pavări snub cu simetrie 4n2: 3.3.4.3.n | Variante de pavări snub cu simetrie 4n2: 3.3.4.3.n |
| Simetrie 4n2                                       | Sferică                                            | Sferică                                            | Euclidiană                                         | Hiperbolice compacte                               | Hiperbolice compacte                               | Hiperbolice compacte                               | Hiperbolice compacte                               | Paracomp.                                          |
| Simetrie 4n2                                       | 242                                                | 342                                                | 442                                                | 542                                                | 642                                                | 742                                                | 842                                                | ∞42                                                |
| -------------------------------------------------- | -------------------------------------------------- | -------------------------------------------------- | -------------------------------------------------- | -------------------------------------------------- | -------------------------------------------------- | -------------------------------------------------- | -------------------------------------------------- | -------------------------------------------------- |
| Figuri snub                                        |                                                    |                                                    |                                                    |                                                    |                                                    |                                                    |                                                    |                                                    |
| Config.                                            | 3.3.4.3.2                                          | 3.3.4.3.3                                          | 3.3.4.3.4                                          | 3.3.4.3.5                                          | 3.3.4.3.6                                          | 3.3.4.3.7                                          | 3.3.4.3.8                                          | 3.3.4.3.∞                                          |
| Figuri giro                                        |                                                    |                                                    |                                                    |                                                    |                                                    |                                                    |                                                    |                                                    |
| Config.                                            | V3.3.4.3.2                                         | V3.3.4.3.3                                         | V3.3.4.3.4                                         | V3.3.4.3.5                                         | V3.3.4.3.6                                         | V3.3.4.3.7                                         | V3.3.4.3.8                                         | V3.3.4.3.∞                                         |